# Kawamata Tsunemasa

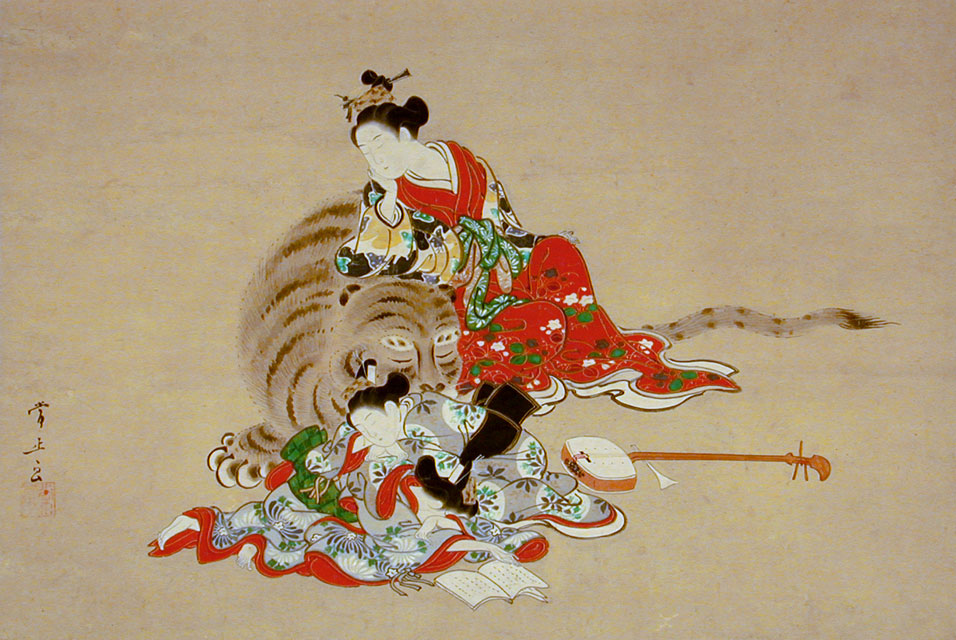
"Quattro dormienti", 1745 circa

Kawamata Tsunemasa (川又常正?; 1730 – 1801) è stato un pittore giapponese, rappresentante del genere ukiyo-e.

## Biografia
Fu allievo di Kawamata Tsuneyuki, da cui prese il nome d'arte, seguendone lo stile. Fu attivo nella città di Edo e si dedicò quasi esclusivamente alla rappresentazione della bellezza femminile ma non lavorò mai nell'ambito della stampa. La sua arte, oltre quella del maestro, seguì la maniera di Nishikawa Sukenobu. La sua opera anticipò lo stile di Suzuki Harunobu. Fu maggiormente attivo tra il 1741 ed il 1751.